# Elaine Stewart (femme politique)
Elaine Stewart est une femme politique du Parti travailliste écossais qui est députée d'Ayr, Carrick et Cumnock depuis 2024.

## Carrière
Membre du Parti travailliste, elle remporte le siège face à Allan Dorans, du Parti national écossais. Elle est impliquée dans la politique locale avant de devenir députée. Elle se présente dans le quartier de Doon Valley du conseil d'East Ayrshire aux élections locales de 2017, mais est éliminée après le cinquième décompte. Elle se présente à nouveau aux élections locales de 2022 et est élue au troisième tour. Elle est nommée pour le poste de prévôt en 2023, mais n'est pas retenue.